# Natalio Perinetti
Natalio Perinetti (* 28. Dezember 1900 in Barracas, Buenos Aires; † 24. Mai 1985) war ein argentinischer Fußballspieler.

## Verein
Perinetti, der auf der Position des Rechtsaußen spielte, begann seine Karriere in Córdoba bei CA Talleres. Anschließend stand er von 1915 bis 1933 in den Reihen des argentinischen Vereins Racing Club Avellaneda, bei dem auch sein Bruder Juan spielte. In den ersten Jahren spielte er in der cuarta von Racing und machte hier an der Seite seines Sturmpartners Pedro Ochoa auf sich aufmerksam. 1917 debütierte er dann in der Ersten Mannschaft. Im Einzelnen belegt sind dabei in der Saison 1921 34 Spiele, bei denen er elf Tore erzielte. Die Statistik der Saison 1925 weist 22 Spiele bei drei geschossenen Toren für ihn auf. Als exakte Daten für das Jahr 1931 sind 31 Spiele und neun Tore hinterlegt. Während der Zeit seiner Zugehörigkeit zur Ersten Mannschaft des Racing Clubs gewann der Club 1917 und 1918 sowohl die Meisterschaft der Asociación Argentina de Football als auch jeweils die Copa Aldao und die Copa Dr. Carlos Ibarguren. 1917 siegte man zudem bei der Copa de Honor. 1919, 1921 und 1925 wurde man Meister der Asociación Amateurs de Football. Als sich gegen Ende seiner Karriere der Profi-Fußball in Argentinien zu entwickeln begann, betrug sein erstes Gehalt beim Racing Club 400 Pesos. Im Jahr 1934 werden für ihn zehn weitere Spiele (drei Tore) für River Plate in der argentinischen Primera División geführt.

## Nationalmannschaft
Perinetti war auch Mitglied der Nationalmannschaft seines Heimatlandes und nahm mit ihr an der ersten Fußball-Weltmeisterschaft 1930 teil. Bei dem Turnier, das Argentinien als Vize-Weltmeister beendete, kam er zu einem Einsatz beim 1:0-Sieg über Frankreich. Ein Jahr zuvor gehörte er bereits zum siegreichen argentinischen Aufgebot bei der Campeonato Sudamericano 1929, kam dort jedoch nicht zum Einsatz. In den Jahren 1923 bis 1930 werden insgesamt mindestens sechs Spiele für die Albiceleste geführt.

## Nach der Karriere
In den 1960er Jahren trat er als TV-Kommentator bei Fußball-Live-Übertragungen in Erscheinung.

## Erfolge
- Vize-Weltmeister 1930
- Sieger Campeonato Sudamericano 1929
- 5× Argentinischer Meister (1917, 1918, 1919, 1921, 1925)
- 2× Copa Aldao (1917, 1918)
- Sieger Copa de Honor 1917
- Sieger Copa Beccar Varela 1932[6]
- Sieger Copa de Competencia 1933[7]